# 托丽·富兰克林
托丽·富兰克林，OLY（1992年10月7日—），美国女子田径运动员，主攻三级跳远，2014年北美、中美和加勒比海U23田径锦标赛女子三级跳远金牌得主、2022年世界田径锦标赛女子三级跳远铜牌得主。